# Arancino

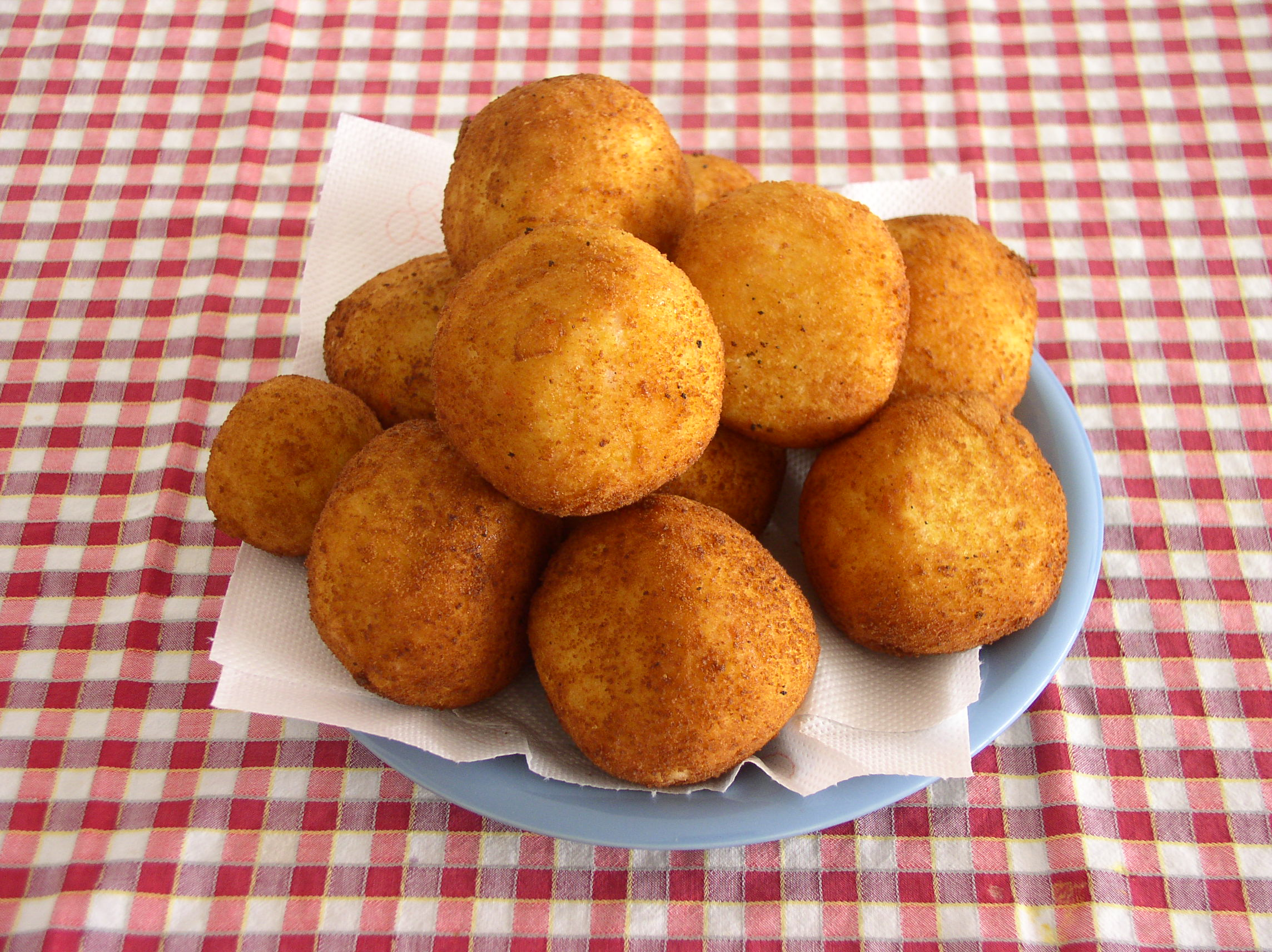
Arancinos de Palermo em forma de bolas.

Arancino (arancinu ou arancina no siciliano) é um produto tradicional da culinária da ilha da Sicília, na Itália. Trata-se de um pastel de arroz frito, com um diâmetro entre 8 e 10 cm, recheado com um molho de carne picada. Por vezes, é também recheado com molho de tomate, queijo mozzarella, ervilhas ou outros ingredientes.
Na literatura, o commissário Montalbano, personagem dos romances de Andrea Camilleri, é um gastrónomo, tendo contribuído para dar a conhecer este prato dentro e fora da Itália, com o livro "Gli arancini di Montalbano", de 1999.

## Etimologia
O nome arancino é derivado da palavra italiana arancia, que significa laranja, devido à sua semelhança com este fruto. É considerado típico da cidade de Messina, onde provavelmente foi inventado. Na parte oriental da ilha, os arancinos podem apresentar uma forma cónica. Nas regiões de Palermo, Trapani, Gela, Ragusa e Agrigento, o nome aparece no feminino: "arancina" em vez de "arancino".

## História
O arancino foi inspirado pelos árabes, que habitaram a região e consumiam arroz e açafrão, com ervas e carne. A parte panada foi introduzida na corte de Frederico II, como forma de conservar durante mais tempo o alimento, quando fosse necessário transportá-lo, em viagem, na caça ou no trabalho no campo.
Em Palermo, celebra-se anualmente o dia de Santa Luzia, em 13 de dezembro, sendo tradicional o consumo de arancinos com vários recheios e formas.

## Preparação
O arroz é cozido e depois misturado com manteiga e queijo pecorino, devendo em seguida ser arrefecido numa tábua de mármore. Depois, os pastéis são moldados com a forma desejada, colocando-se no meio uma porção do recheio desejado. Por fim, são passados por pão ralado, ficando assim prontos para serem fritos. Em Palermo, é comum usar-se açafrão para conferir uma tonalidade dourada ao arroz.